# ハロルド・マクミラン
初代ストックトン伯爵モーリス・ハロルド・マクミラン（英語: Maurice Harold Macmillan, 1st Earl of Stockton、1894年2月10日 - 1986年12月29日）は、イギリスの政治家、貴族。同国第65代首相（在任：1957年1月22日 - 1963年10月17日）。国防大臣、外務大臣、財務大臣などを歴任した。1984年2月に連合王国貴族ストックトン伯爵に叙せられる。

## 経歴

### 首相就任まで
モーリス・クロフォード・マクミラン（Maurice Crawford Macmillan）の三男として、1894年2月10日にロンドンのチェルシーに誕生する。マクミラン家はマクミラン出版社（1843年創業）を代々経営する一家であった。イートン・カレッジ、オックスフォード大学ベリオール・カレッジを卒業し、第一次世界大戦ではイギリス陸軍に志願して、1914年11月19日に臨時の歩兵少尉としてキングス・ロイヤル・ライフル・コープスに入隊した。1915年1月30日に中尉に昇進した後、同年にグレナディアガーズに転じた。1916年7月のソンムの戦いでは至近距離から銃弾を受けて重傷を負い、この傷は生涯彼の体に残った。そのため、彼には少し体を斜めにして歩く癖があり、時々痛みに苦しむこともあった。1920年4月1日に中尉の階級を保有したまま軍務から引退した。ただし、『ロンドン・ガゼット』はそれ以降のマクミランを「モーリス・ハロルド・マクミラン大尉」と表記している。
1924年10月に庶民院議員として政界入りした。第2次チャーチル内閣で初めて住宅・地方自治大臣として閣僚入りし名声を博す。1954年10月に国防担当閣外大臣に就任し、アンソニー・イーデン内閣では外務大臣に任命されるものの数ヶ月でポストを外され、財務大臣に異動させられてしまう。これにより次期首相の芽は無くなったとまで言われたが、このおかげで外務大臣としてスエズ危機の責任を負うことを免れている。

### 首相就任
1957年1月にイーデン首相がスエズ動乱でイギリス軍の出兵が国際的に非難を浴びて引責辞任する。後継者問題ではマクミランとラブ・バトラー外務大臣の2人が有力だった。しかしバトラーは長老議員の評判が悪かったこと、またイーデン同様スエズ危機の責任もマイナスとなったため、ソールズベリー卿らの女王への推薦により首相に就任した。

### 外交

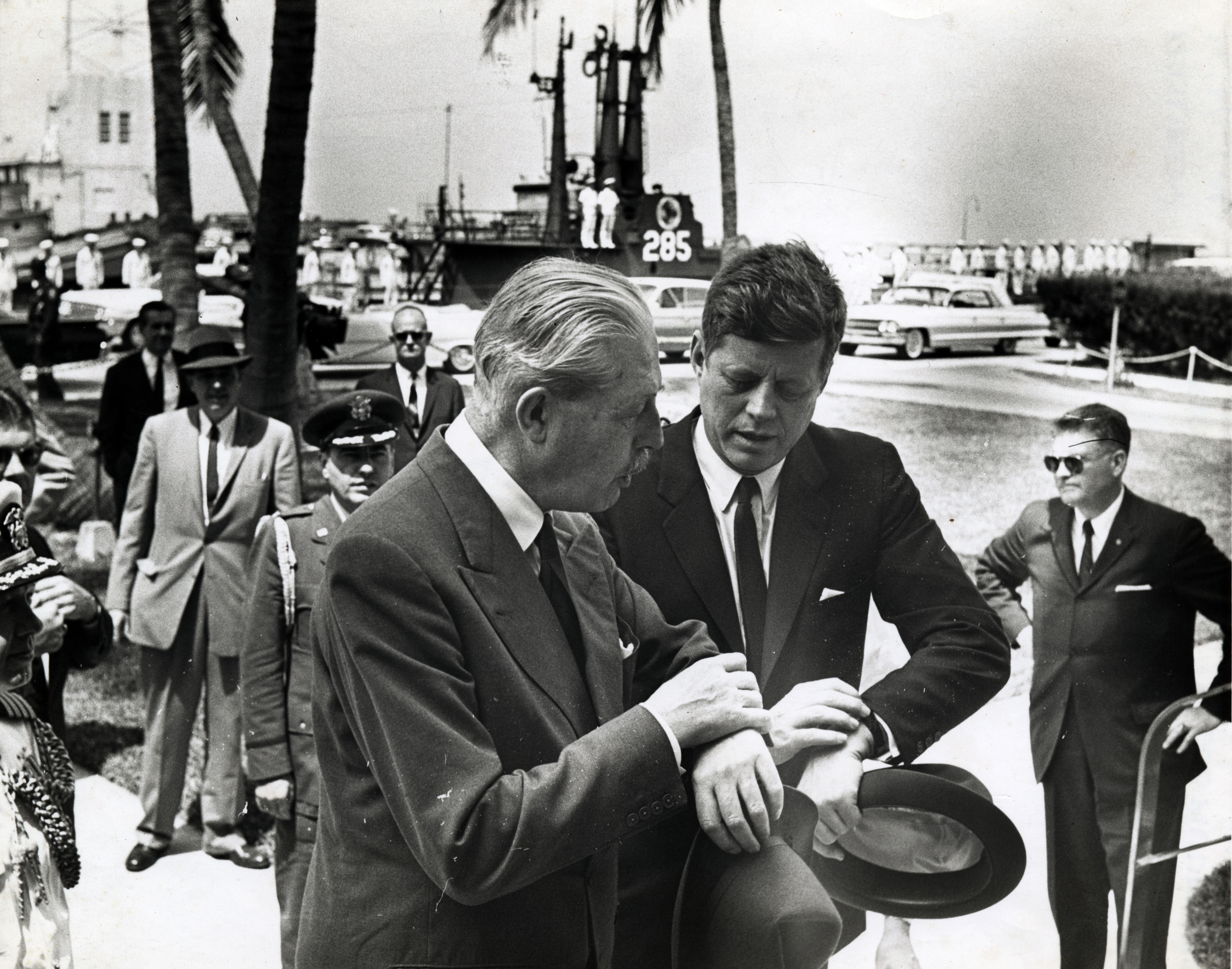
キーウェストで会談するマクミランとケネディ（1961年3月27日）

イギリスがイギリス帝国の夢を捨てて、「小英国」としてヨーロッパの一員に相応しい路線を模索した。イギリスのヨーロッパ経済共同体の加盟を策するも、フランスのシャルル・ド・ゴール大統領に拒否されて実現せず、結局1960年5月に欧州自由貿易連合を発足させた。またスエズ危機で冷え込んだアメリカとの関係改善にも力を注ぎ、アイゼンハワー大統領とはサッチャー・レーガン時代並みの親しい親交を結んだ。マクミランは第二次世界大戦中に北アフリカ総督代理を務めており、ヨーロッパ戦線の最高司令官だったアイゼンハワーとは旧知の仲で非常に馬が合ったという。さらに、ケネディ大統領とは親子ほど年齢が違う間ではあったが非常に緊密な関係を保った。1960年のアフリカ訪問時に有名な「いまや変革の風がこの大陸を吹きぬけている」という演説を行い、アフリカのイギリス領植民地の独立を促すと共に南アフリカのアパルトヘイト（人種隔離政策）を批判した。

### 内政
戦後の保守党が取った市場経済と計画経済の混合した混合経済を志向してイギリス国内の経済危機を乗り切ろうとし、1959年10月の総選挙で保守党を勝利に導いた。
しかしその後はインフレーションと失業率が昂進し、確実にイギリス病が国内経済を蝕んでいったことは否めない。1962年7月13日に3分の1にあたる7人の閣僚を入れ替えて（長いナイフの夜）、保守党の不人気を挽回しようとした。しかし1963年10月にプロヒューモ事件など相次ぐスキャンダルの責任を取って総辞職した。
1962年5月21日、王立協会フェローに選出された。1976年4月9日、メリット勲章を4月2日付で授与された。90歳の誕生日の1984年2月10日、連合王国貴族であるイースト・サセックス州チェルウッド・ゲートおよびクリーブランド州ストックトン＝オン＝ティーズにおけるオヴェンデンのマクミラン子爵とストックトン伯爵に叙された。
1986年12月29日にウェスト・サセックス州バーチグローブ（Birch Grove）で死去した。息子モーリス・ヴィクターに先立たれたため、孫アレグザンダー・ダニエル・アランが爵位を継承した。

## 家族
1920年4月21日、ドロシー・エブリン・キャベンディッシュ（1966年5月21日没、第9代デヴォンシャー公爵ヴィクター・キャヴェンディッシュの娘）と結婚、4人の子女をもうけた。
- モーリス・ヴィクター（英語版）（1921年1月27日 – 1984年3月10日） - 1942年8月22日、キャサリン・マーガレット・アリス・オームズビー＝ゴア（Katherine Margaret Alice Ormsby-Gore、第4代ハーレック男爵ウィリアム・オームズビー＝ゴア（英語版）の娘）と結婚、子供あり。第2代ストックトン伯爵アレグザンダー・ダニエル・アラン・マクミラン（英語版）の父[1]

## 顕彰
1976年ベンジャミン・フランクリン・メダル、1984年4つの自由賞受賞。